# Wet Wet Wet
Wet Wet Wet — шотландская поп-группа, которая была образована в 1982 году.
В числе наиболее известных их хитов — кавер-версии двух песен 1960-х годов: «With a Little Help from My Friends» (1988) и «Love Is All Around» (1994), которая прозвучала в фильме «Четыре свадьбы и одни похороны» и видеоиграх «SingStar '90s» и «We Sing Pop!». А песня «Wishing I Was Lucky» (1987) прозвучала в компьютерной игре «GTA: Episodes from Liberty City». Будучи выпущенной на сингле, «Love Is All Around» оставалась во главе национального хит-парада Великобритании на протяжении 15 недель и не побила рекорд Брайана Адамса (16 недель на вершине) только потому, что члены группы потребовали изъять запись из продажи. Wet Wet Wet – одна из наиболее ярких и популярных групп Великобритании 1980—1990-х.
Помимо двух кавер-версий, у Wet Wet Wet есть и крупный хит собственного сочинения — рождественская баллада «Goodnight Girl», которая возглавляла британские чарты в течение пяти недель в декабре 1991 — январе 1992 гг.

## История
Группа была создана четырьмя школьными друзьями, которые родились и выросли в Шотландии: вокалиста Марти Пеллоу, барабанщика Томми Каннингема, басиста и вокалиста Грэма Кларка и клавишника Нила Митчелла. Позже Грэм Даффин, помогавший ребятам на начальном этапе как сессионный гитарист, со временем стал неофициальным пятым участником группы.
На первые репетиции в Глазго группа начала собираться ещё в 1982 году, а свой коллектив назвала Wet Wet Wet, отсылаясь на строку в песне Scritti Politti «Getting Having and Holding».
Началом настоящей творческой активности музыканты считают 1984 год: первые серьёзные концерты, попытки студийных демозаписей. Благодаря одной из таких демо-кассет, в 85-м Wet Wet Wet смогли подписать контракт с рекорд-лейблом Phonogram Records. Работать с дебютантами начал ветеран продюсерского ремесла Вилли Митчелл. Первые записи проходили в Мемфисе. Изданный в 1987 году дебютный сингл «Wishing I Was Lucky» действительно принес группе удачу, поднявшись в британский топ 10 (высшее достижение — 6 строка чарта). Ещё более успешным оказался второй сингл «Sweet Little Mystery», добравшийся до топ 5.
Студийный альбом «Popped in Souled out» принёс первое место в чарте. Из альбома вышли ещё несколько популярных хит-синглов — «Angel Eyes (Home and Away)» и «Temptation». А его совокупный тираж во всем мире превысил 2,2 миллиона копий.
Первые же шаги к славе принесли и первые крупные неприятности. Знаменитый ирландский певец и композитор Вэн Моррисон подал на музыкантов в суд за использование его слов в песне «Sweet Little Mystery», однако Моррисон согласился уладить дело без судебных разбирательств.
Через год участники группы решили обнародовать относительно старый материал, который объединили под одной обложкой на своем втором альбоме «The Memphis Sessions». Песни, записанные во второй половине 1980-х ещё до начала работы над дебютом «Popped in Souled out», команда посчитала поначалу недостойными обнародования. Пролежав несколько лет на полке, треки увидели свет после успеха первого диска.
В том же 1988 году интерес к группе был подогрет успешным продвижением в чартах нового сингла — одного из треков, представленных на коллективной компиляции «Sgt Pepper Knew My Father». Их кавер-версия битловской песни «With a Little Help From My Friends» стала первым британским номером один группы и превратила Wet Wet Wet в поп-идолов 80-х.
В 1989 году квартет выпустил новую студийную запись «Holding Back the River», которая повторила успех дебютного альбома. Эта работа обозначила начало нового этапа в творчестве группы — поворот от поп-соула к чистой поп-музыке, тяготеющей к блюзовым ритмам.
В конце 1980-х — начале 1990-х шотландцы провели несколько британских и мировых туров. В рамках одного из туров они открывали шоу Элтона Джона.
Их репутация одной из ведущих британских команд окрепла в 1992 году, когда появился новый хит-сингл «Goodnight Girl», которому удалось не только подняться на вершину английского чарта, но и удержаться в лидерах несколько недель подряд. Сингл предшествовал публикации студийного альбома «High on the Happy Side» (1992), работы, включавшей ряд песен, которые получили высокую ротацию на радио.
Команда стремилась не стоять на месте, а исследовать новые направления. Изданный ещё летом 1992 года сингл «Lip Service» демонстрировал интерес к танцевально-ориентированной музыке. Хит-сингл «Love Is All Around» из кинохита 1994 года «Четыре свадьбы и одни похороны» продержался на вершине английского чарта 15 недель подряд — чего ни до них, ни после не удавалось больше ни одной британской группе. На волне такого ажиотажа компиляция лучших песен, символично названная «End of Part One» («Конец первой части»), пользовалась большим спросом на европейском рынке.
К 1995 году шотландцы превращаются в самую востребованную и популярную команду Великобритании. Они записывают новый студийный лонг-плей «Picture This» и отправляются в промотур. За год их концертная аудитория в Великобритании превышает 320 тыс. зрителей, а прибыль от проданных билетов выше, чем у ведущих гастролеров года, выступавших в Великобритании, — Oasis, Pink Floyd и Тины Тернер.
Следующий лонг-плей «Julia Says» (1996) поднялся в Тор 10, что стало последней успешной записью группы. В 1997 году, отмечая десятилетие своей карьеры, Wet Wet Wet опубликовали диск с названием «10». Для этой работы четверка впервые объединилась с известным тандемом композиторов Грэма Лайла и Терри Бриттена, писавших для Тины Тернер, Майкла Джексона.
После появления альбома группу оставил барабанщик Томми Каннингем. Вскоре он начал появляться на публике со своим новым коллективом Sleeping Giants. Будущее Wet Wet Wet оставалось под вопросом. Летом 1997 года команда выпустила двойной сингл, который включал новую песню «Maybe I’m in Love», а также кавер-версию «Yesterday», записанную для саундтрека к фильму «Bean».
Это был их последний сингл, а альбом «10» оказался последним студийным лонг-плеем. За десять лет творческой активности команда успела продать более 16 миллионов альбомов и синглов во всем мире. На распад группы повлияло отсутствие былого интереса не только к их альбомам, но и к выступлениям. Многие концерты гастрольного тура, запланированного на 1998 год, приходилось отменять из-за низкой предварительной продажи билетов.
К 1999 году группа распалась окончательно. 33-летний фронтмен Марти Пеллоу признался в героиновой зависимости, появившейся после разрыва с моделью Эйлин Каттерсон. Вскоре музыкант объявил о начале сольной карьеры и подписал контракт на 2 миллиона фунтов стерлингов с Джоном Рейдом, экс-менеджером Элтона Джона. Через два года, летом 2001 года, он представил публике свой дебютный сольный альбом «Smile».

## Состав
- Марти Пеллоу — вокал
- Нил Митчелл — клавишные
- Грэм Кларк — бас-гитара, акустическая гитара, бэк-вокал
- Томми Каннингем — ударные, перкуссия, бэк-вокал

Сессионный музыкант:
- Грэм Даффин — гитары, бэк-вокал

## Дискография

### Студийные альбомы
- 1987 — Popped in Souled Out
- 1988 — The Memphis Sessions
- 1989 — Holding Back the River
- 1992 — High on the Happy Side
- 1995 — Picture This
- 1997 — 10
- 2007 — Timeless
- 2021 — The Journey

### Концертные альбомы
- 1990 — Wet Wet Wet: Live
- 1993 — Live at the Royal Albert Hall
- 2006 — Live — Volume One & Two: Mail on Sunday

### Сборники
- 1988 — The Memphis Sessions
- 1992 — Cloak & Dagger (сборник кавер-версий под псевдонимом Maggie Pie & The Impostors, вышедший в качестве бонус-диска на двухдисковом делюксовом издании альбома Holding Back the River)
- 1993 — End of Part One: Their Greatest Hits
- 1994 — Part One
- 2004 — The Greatest Hits
- 2007 — The Best of Wet Wet Wet
- 2008 — Best of Wet Wet Wet
- 2010 — Sweet Little Mystery: The Collection
- 2013 — Step by Step: The Greatest Hits